# Rusko-turski rat (1568. – 1570.)
Rusko-turski rat je bio niz vojnih okršaja od 1568. godine do 1570. godine između Moskovskog i Osmanskog Carstva. Uzrok rata bilo je zauzeće grada Astrahana i njegovog Astrahanskog Kanata koje je 1556. godine poduzeo ruski car Ivan Grozni.

### Tijek sukoba
Sultan Selim II. je 1568. godine bio pokretač sraza sa svojim budućim sjevernim suparnikom,  odlučivši spojiti rijeke Volgu i Don kanalom, kako bi na taj način učvrstio svoju vlast nad crnomorskim primorjem. U ljeto 1569. godine velika vojska pod vodstvom Kasim Paše od; 15.000 janjičara, 2000 spahija, i nekoliko tisuća asapa, i akindžija, poslana je da opkoli Astrahan. Sigurnost radova na kanalu, trebala je čuvati vojska od 50 000 Tatara, dok je osmanska flota opsjedala utvrdu Azov na ušću Dona u Azovsko more.
Vojni zapovjednik Astrahana knez Šerebjanov je sa svojom posadom od 15.000 ljudi, izjurio iz grada i porazio napadače, rastjerao radnike i Tatare. Otomansku flotu uništila je oluja.
Na početku 1570., car Ivan poslao je svog poklisara u Istanbul i zaključio mir sa sultanom, međutim ovaj mir nije dugo potrajao, jer je već 1571. godine tatarska vojska napala i spalila Moskvu.